# Hans-Henning von Burgsdorff
Karl Albert Hans-Henning von Burgsdorff (* 8. Dezember 1866 auf Gut Markendorf, Kreis Lebus; † 19. Oktober 1917 in Teuplitz, Kreis Sorau) war promovierter Jurist und preußischer Politiker.

## Familie
Er war der Sohn des Gutsbesitzers Eugen von Burgsdorff (1841–1877), Fideikommissherr auf Markendorf und Carzig (beide Landkreis Lebus, gestiftet 1779) sowie Gutsherr auf Hohenwalde (heute alle Ortsteile von Frankfurt (Oder)-Kliestow), und der Charlotte Baronesse von Buchholtz.
Burgsdorff heiratete am 28. Juni 1895 in Kuchelmiß (Landkreis Rostock) Emmy Gräfin von Hahn (* 30. Juni 1871 in Kuchelmiß; † 26. Juni 1913 auf Gut Markendorf), die Tochter des Gutsbesitzers Max Graf von Hahn, Gutsherr auf Demzin und Liepen, und der Emmy Gräfin zu Eulenburg (Haus Wicken).
Das Ehepaar hatte zwei Söhne. Friedrich Karl (1896–1952), er erbte Markendorf, gründete mit Esther Gräfin Eckbrecht von Dürckheim-Montmartin eine Familie. Dieses Ehepaar hatte zwei Töchter, ließ sich 1935 scheiden. Der jüngere Sohn Botho (1907–1944) wurde 1934 von seinem Onkel Max Graf Hahn auf Haus Liepen adoptiert und gelang so in den Besitz der dortigen kleinen alten Wasserburg samt Rittergut. Die Namensführung war dann Botho-Meinhardt Graf Hahn-von Burgsdorff. Seine Ehefrau war Renata Gräfin Hochberg, Freiin zu Fürstenstein, das Ehepaar hatte eine Tochter und zwei Söhne. Die Nachfahren unterhalten seit 2016 in Liepen wieder einen Gutsbetrieb.

## Leben
Burgsdorff studierte an der Universität Heidelberg und wurde dort 1886 Mitglied des Corps Saxo-Borussia. Nach dem Studium war er zunächst königlich preußischer Rittmeister und Regierungsreferendar sowie Amtsvorsteher. Später als Fideikommissherr auf Markendorf und Carzig betätigte er sich politisch als Mitglied des Bezirks- und Kreisausschusses sowie in den Jahren von 1900 bis zu seinem Tod (1917) als Mitglied des Preußischen Herrenhauses. Sein Besitztum umfasste zuletzt für das Majorat Markendorf 1131 ha, zu Gut Hohenwalde 388 ha und für das Rittergut Karzig 380 ha.
Dr. jur. Hans-Henning von Burgsdorff trat 1897 dem Johanniterorden bei, wurde dort 1902 Rechtsritter und war Mitglied der Brandenburgischen Provinzial-Genossenschaft.